# Корсо дель Ринашименто
Корсо дель Ринашименто (итал. Corso del Rinascimento) — улица в историческом центре Рима между Площадью пяти лун и Пьяцца-Сант-Андреа-делла-Вале. Расположена рядом с Пьяцца Навона и недалеко от Пантеона. По Корсо дель Ринашименто проходит граница между районами Парионе и Сант-Эустакио.

## История
Корсо дель Ринашименто построена относительно недавно. Её прокладка была предусмотрена градостроительным планом 1931 года и являлась частью не реализованного до конца масштабного проекта, согласно которому необходимо было связать районы Прати и Трастевере. Работы по сносу апсиды и трансепта церкви XVI века Сан-Джакомо-дельи-Спаньоли на Пьяцца Навона, а также зданий XVII—XVIII веков на исчезнувших виа дель Пино, виа дель Пиннаколо и виа делла Сапиенца начались в 1936 году под руководством архитектора Арнальдо Фоскини.

## Достопримечательности
Вдоль Корсо дель Ринашименто со стороны района Сант-Эустакио расположены следующие здания, представляющие исторический интерес:
- Палаццо Мадама — резиденция итальянского сената
- Палаццо Карпенья
- Палаццо делла Сапиенца
- Церковь Сант-Иво-алла-Сапиенца

Со стороны района Парионе находятся:
- Пьяцца дей Массими и Палаццо ди Пирро
- памятный знак, посвящённый художнику Чезаре Фракассини
- вход в церковь Сан-Джакомо-дельи-Спаньоли
- Дворец общества святых двенадцати апостолов